# گریگور ساتامیان
گریگور ساتامیان (ارمنی: Գրիգոր Սաթամյան؛  زادهٔ ۸ دسامبر ۱۹۴۰) یک بازیگر، کارگردان و مترجم اهل ارمنستان است.

## زندگی‌نامه
در ۸ دسامبر ۱۹۴۰ در بیروت به دنیا آمد و از آموزشگاه هواکیمیان-مانوکیان و دانشگاه آمریکایی بیروت فارغ‌التحصیل شد.   وی همچنین برنده نشان افتخار ساهاک مقدس-مسروپ مقدس (۲۰۱۷) شده است.

## یادداشت
1. ↑  Հովակիմյան-Մանուկյան վարժարանում